# Bistum Condom

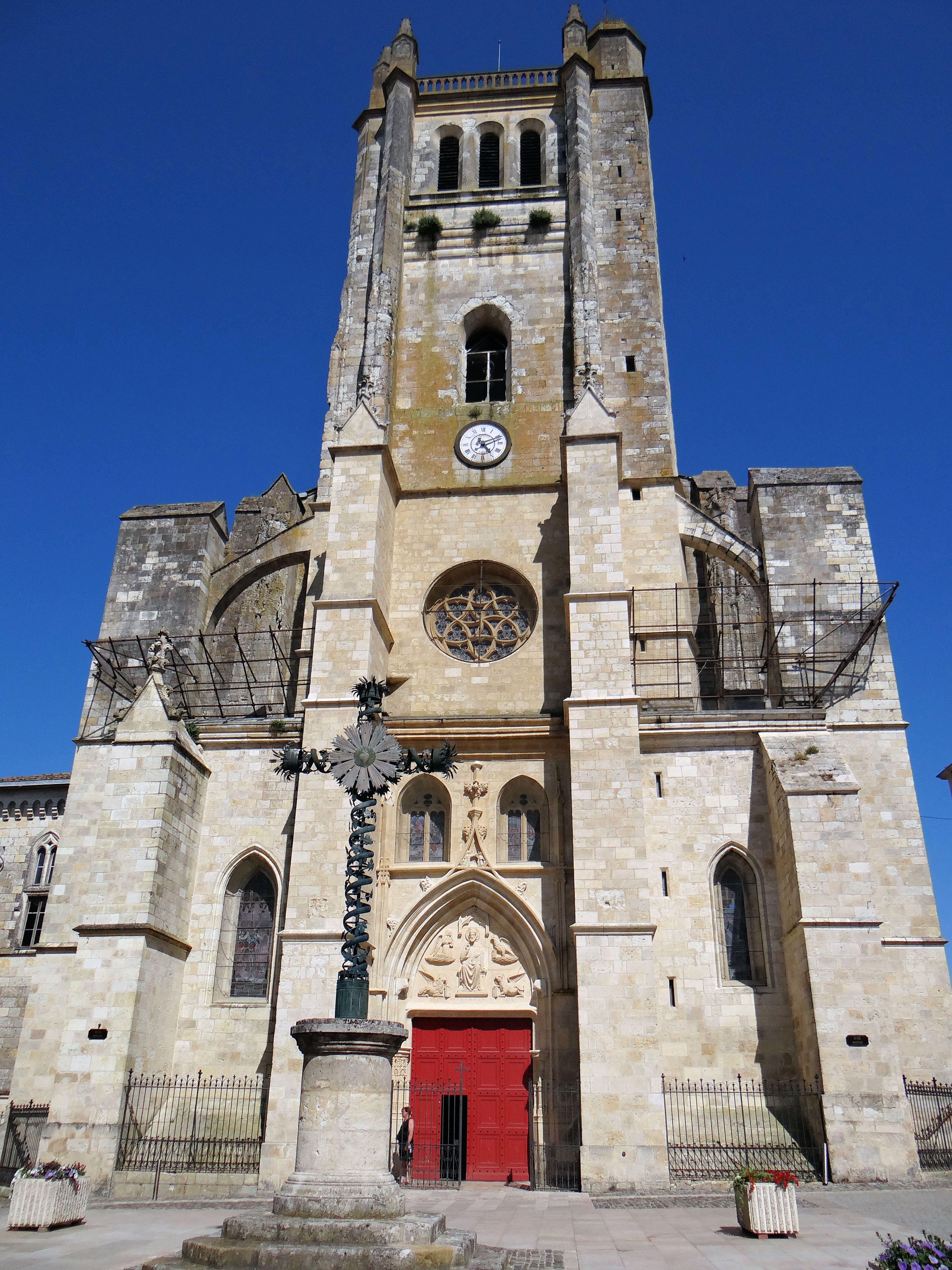
Die Kathedrale St. Peter in Condom

Das Bistum Condom (lat.: Dioecesis Condomiensis) war eine in Frankreich gelegene römisch-katholische Diözese mit Sitz in Condom. 

## Geschichte
Das Bistum Condom wurde am 13. August 1317 durch Papst Johannes XXII. mit der Päpstlichen Bulle Salvator noster aus Gebietsabtretungen des Bistums Agen errichtet. Erster Bischof war Raimond de Galard. Im Jahre 1763 umfasste das Bistum Condom etwa 140 Pfarreien. Es war in zwei Archidiakonate unterteilt: Condom und Nérac.
Am 29. November 1801 wurde das Bistum Condom infolge des Konkordates von 1801 durch Papst Pius VII. mit der Päpstlichen Bulle Qui Christi Domini aufgelöst und das Territorium wurde dem Bistum Agen angegliedert.